# George William Brown (maire de Baltimore)
Pour les articles homonymes, voir Brown et George William Brown (homonymie).
George William Brown est un homme politique américain. Il est maire de Baltimore (Maryland) de 1860 à 1861, professeur de loi à l'université du Maryland de 1871 à 1873, et second président de la Cour suprême de Baltimore de 1873 à 1888,,,,.

## Publications
- (en) George William Brown, Baltimore And The Nineteenth Of April, 1861 : A Study Of The War, Baltimore, N. Murray (Johns Hopkins University), 1887.